# پارک صفا
پارک صفا (به عربی: حَدیقَة اَلصَّفاَ) یکی از پارک‌های دبی ویکی از نقاط دیدنی امارات متحده عربی است.
«پارک صفا» یکی از قدیمی‌ترین پارک‌های دبی می‌باشد که در مقابل هتل متروپولیتان در خیابان الوصل وخیابان شیخ زاید قرار گرفته‌است. این پارک با ۶۴ هکتار مساحت در سال ۱۹۷۵ میلادی بنا شده‌است. وجود دریاچه و یک آبشار زیبا در کنار آن جلوهٔ خاصی به این پارک بخشیده‌اند. امکانات فراوانی نیز برای بازدیدکنندگان در نظر گرفته شده‌است از جمله: بازیهای الکترونیکی و ماشین‌های بازی برای نوجوانان، سه زمین تنیس، مسیر ویژه دو و پیاده‌روی.

## زمین‌های بازی
- والیبال
- فوتبال
- بسکتبال

میدان موانع، بیش از ۲۰ محل برای طبخ باربی کیو و محوطه وسیع چمن. بازدیدکنندگان می‌توانید از دوچرخه و چهارچرخه‌هایی که در به اجاره داده می‌شود، جهت گردش در پارک استفاده نمایند. استفاده از اسکیت نیز در اینجا آزاد می‌باشد. ورودیه: ۳ درهم (رایگان برای کودکان زیر ۳ سال) ساعات بازدید: ۸ صبح تا ۱۰٫۳۰ شب اجاره دوچرخه: ۲۰ تا ۳۰ درهم برای هر ساعت و ۱۰۰ درهم نیز بعنوان سپرده روزهای دو شنبه اختصاص به خانمها و کودکان (زیر ۷ سال) دارد.